# Annamanum albomaculatum
Annamanum albomaculatum là một loài bọ cánh cứng trong họ Cerambycidae.